# Битва на річці Сяньцзянь
Битва на річці Сянцзян була однією з ключових битв першої громадянської війни між Гоміньданом і Комуністичною партією Китаю.
Наприкінці листопада 1934 року Чан Кайші задіяв 25 дивізій для будівництва четвертої лінії блокади «Великого походу» Червоної Армії уздовж річки Сянцзян. 25 листопада Червона армія розділилась на чотири колони та перетнула річку Сянцзян між Сіньанем і Цюаньчжоу, але наступні війська рухалися повільно через надмірне навантаження і не прийшли вчасно. Війська Гоміньдану скористалися можливістю і розпочали жорстокий наступ.
Для участі в битві Лінь Бяо об'єднав командування Першої червоної армії, Третьої червоної армії та Четвертої червоної дивізії . Перша червона армія відбила атаку Гоміньданівської армії Хунань за допомогою позиційної війни в Цзяошані, втративши 6000 осіб.
У результаті битви під Сянцзяном Центральна Червона Армія скоротилася з понад 100 000 до понад 40 000.  П'ята червона армія Дун Чжентана і Чень Юньчжі втратила більше половини, а Восьма червона армія Луо Жунхуаня і Лю Шаоці, і Комуністична інтернаціональна дивізія Шао були майже знищені в цій битві.

## Вшанування пам'яті
25 листопада 2014 року був офіційно відкритий для публіки меморіальний зал Сянцзянської битви в Меморіальному парку у повіті Сін'ань .
12 вересня 2019 року було офіційно завершено будівництво меморіального комплексу Великого походу Червоної армії («Один сад і два павільйони»), розташованого в місті Цайвань повіту Цюаньчжоу Гуансі-Чжуанського автономного району  .
25 квітня 2021 року Сі Цзіньпін, генеральний секретар Центрального комітету Комуністичної партії Китаю, відвідав округ Цюаньчжоу з інспекцією та поклав квіти в Меморіальному Парку Великого походу Червоної Армії .